# 대전하기중학교
대전하기중학교(大田下基中學校)는 대한민국 대전광역시 유성구 하기동에 있는 공립 중학교이다.

## 학교 연혁
- 2003년 12월 19일 : 대전하기중학교 설립인가
- 2006년 3월 1일 : 8학급 개교
- 2023년 1월 3일 : 제17회 졸업식(졸업생 184명, 총 2,815명)
- 2023년 3월 2일 : 제18회 입학식(신입생 167명)
- 2023년 9월 1일 : 제8대 임은영 교장 부임

## 참고 자료
- 대전하기중학교 - 한국교육학술정보원 학교알리미